# Káfirisztán
Káfirisztán (perzsa: کافرستان Kāfiristān) történelmi régió Afganisztánban, amely részben a mai Nurisztán tartomány területén található. 
Káfirisztánt északon a Hindukus, délen a Kunar-lánc, nyugaton az Alisang és Alingar, keleten a Kunar- és a Kalasgum folyók határolják. Területe mintegy 13 000 km², míg a tágabb értelemben vett Káfirisztán 52 000 km² területű.
A néhol 5000 méternél is magasabb hegycsúcsokkal rendelkező vidék éghajlata télen igen zord, de a nyár meleg; gyorsan megérleli a gabonát, gyümölcsöket és a szőlőt is. Káfirisztán hegyeinek lejtőit nagy erdőségek és pompás legelők borítják; ahol lakosainak, a káfíroknak kecske- és juhnyájai legelnek, melyek egyúttal vagyonukat is alkotják.
Az Afganisztán keleti részén fekvő Káfirisztán 1890-es évekig nem tartozott az iszlámhoz. Az erőszakos iszlamizációt követően a térség neve Nurisztán lett, ami a területen élő nem-muszlim lakosság elnevezéséből származik, akiket káfirnak (perzsa: کافر kāfir), azaz hitetlennek neveztek. A terület lakosságának iszlamizációjára Abdul Rahman Khan idején került sor a 19. század végén.
A terület mai, körülbelül 100 000 főnyi lakossága nagyrészt a dari nyelvet beszéli. Az 1992-es adatok (Jawad) szerint az itteni népesség megfelelő oktatási lehetőségek hiányában az ország egyik legszegényebb etnikumát jelenti.

## Etimológia

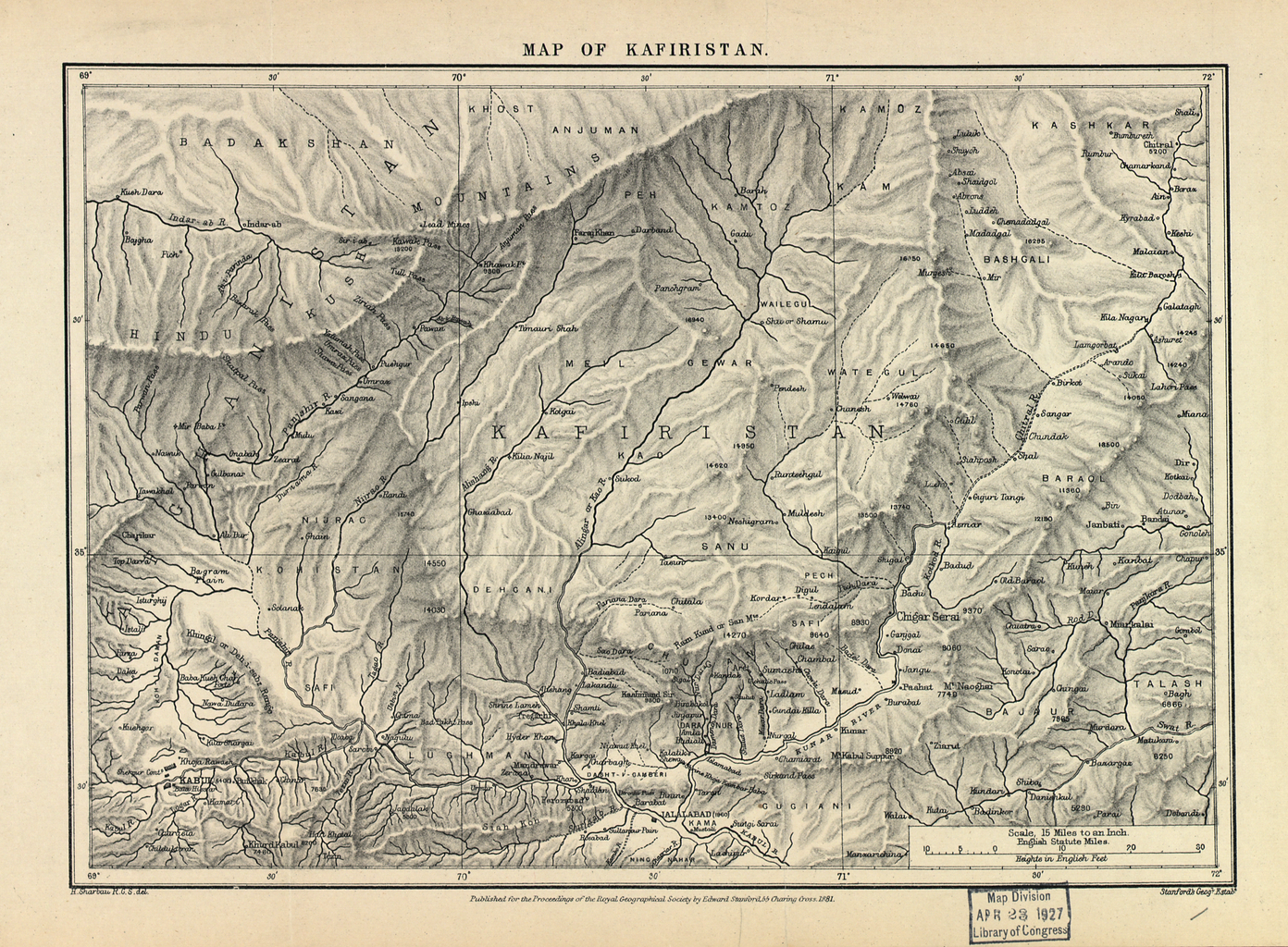
Kafirisztán térképe 1881-ből

Káfirisztán nevének jelentése „a hitetlenek földje”, ami az arab kāfir, hitetlen, Istent elutasító jelentésű szó perzsa -istān helynévképzős alakjából származik. Káfirisztán lakossága a hinduizmus egy ősi formáját követte egészen az 1895-96-os iszlamizációjukig. Más magyarázat szerint Katwar vagy Kator kerület neve, esetleg a Kati etnikumnév is szolgálhatott eredetéül.
A káfir szó kapcsolatban állhat a Kapiś szanszkrit szóval, amely egy Káfirisztánt is magába foglaló terület elnevezése volt. A feltételezések szerint ez a szó módosult először Kapir, majd Kafir alakba.

## Története

### Középkor
A Nurisztántól Kasmírig terjedő, Perisztán néven is ismert terület számos „káfir” kultúrának és indoeurópai nyelvű csoportoknak volt a lakhelye, iszlamizációjára fokozatosan került sor. Perisztánt korábban buddhista államok és társadalmak vették körül, aminek köszönhetően ideiglenesen elterjedt az írástudás és az államiság. Földrajzi elhelyezkedésének köszönhetően a régió nehezen megközelíthető volt, így a buddhizmus visszaszorulásával elszigeteltté vált a terület. Az északon fekvő Badakhsánban az iszlám vallás a 8. századtól kezdődően terjedt el, a 16. századra Perisztánt muszlim államok szegélyezték. Mahmúd gaznavida uralkodó a 10. század végi, 11. század eleji indiai hadjáratai során feltehetően behatolt Káfirisztánba is, azonban elsősorban csak a völgyek mélyebben fekvő területeiig juthatott el.

### Újkor
Az első európai, aki a feljegyzések szerint megfordult Káfirisztánban egy portugál jezsuita misszionárius, Bento de Góis volt. Leírása szerint 1602-ben meglátogatott egy várost Lahorból Kínába tartó útja során, amelyet „Capherstam” néven nevezett.
Alexander Haughton Campbell Gardner amerikai utazó és katona állítása szerint kétízben járt Káfirisztánban. 1826-ban keresztülhaladt Káfirisztán nyugati részén, majd 1828-ban rövid ideig Észak-Káfirisztánban és a Kunár-völgyben tartózkodott.
1883-ban a brit William Watts McNair derítette fel a területet hakimnak álcázva magát. Útjáról beszámolt a Brit Királyi Földrajzi Társaságnak (Royal Geographical Society) is. George Scott Robertson a második anglo-afgán háború idején (1878-1880), majd 1890-1891-ben kapott engedélyt a káfirok országának felderítésére. Ő lehetett az utolsó utazó, aki a káfirisztán lakosság politeista kultúrájának szemtanúja volt a néhány évvel később bekövetkezett iszlamizáció előtt. 1896-os beszámolójának címe A Hindukus káfirjai (The Kafirs of the Hindu Kush). A Brit India és Afganisztán határán fekvő törzsi területek felosztásakor Káfirisztán egy része az afgán oldalon maradt. Afganisztán politikai vezetője, Abdul Rahman igyekezett országa teljes lakosságát áttéríteni az iszlám vallásra, amivel az ország egységét kívánta megerősíteni. Ennek utolsó állomása Káfirisztán volt, amit önéletrajzi munkája szerint seregei 1895-1896 telén 40 nap alatt több irányból vettek be. A káfirokat Laghmanba telepítették, helyükre veteránok és afgánok költöztek. A káfirokat áttérítették az iszlámra, sokuk azonban önkéntesen tért át elkerülendő a fejadót (dzsizja).
Abdul Rahman Káfirisztán meghódítása és a káfirok áttérítése után a területet Nurisztán (perzsa: نورستان) névre nevezte át. Az elnevezés az iszlám hódításának szimbóluma, jelentése „a fény földje”. 1991-ben az afgán kormány elismerte Nurisztán de facto autonómiáját és létrehozta Nurisztán tartományt, amely ma Afganisztán 34 tartományának egyike.

## A káfirok
A káfirisztáni kultúra Klimburg szerint nem definiálható egységesként, mivel a terület földrajzi adottságai miatt nemcsak Káfirisztán válik el a környező vidékektől, hanem Káfirisztánon belül a völgyekben található települések is elszigeteltek egymástól. Ennek köszönhetően nyelvi, vallási, művészeti és építészeti különbségek állnak fent az egyes települések, településcsoportok között.
„A különböző káfir kultúrák általános jellemzője a politeizmus, az animizmus, a sámánizmus, a tisztaság és tisztátalanság fogalma, valamint egy jól kidolgozott érdem-ünnep rendszer […]."
A káfirok istenei és istennői között voltak kiemelt fontosságú istenségek, valamint helyi, „oltalmazó istenségek” is. Az istenek előtti tiszteletadás egyik formája állatáldozat bemutatása volt.
Habár szokás a mai nurisztániakat az egykori káfirokkal azonosítani, Cacopardo rámutat arra, hogy a Nurisztán tartományban élők csupán egy részét képezik az egykori káfiroknak. A Káfirisztán lakosaira utaló káfir elnevezés a 11-16. század között rögzült, problémája azonban, hogy az ezen a területen élő csoportokat egységként kezeli, holott nyelvileg és kulturálisan is sokszínű népekről beszélhetünk. A megkülönböztetés alapját az adta, hogy olyan embereket kívántak megnevezni, akik nem hinduk és nem muszlimok, azonban így a káfir kifejezés egyértelműen egy külső szemlélő által adott név és nem tükrözi a káfirok önelnevezését és egymástól való megkülönböztetésének jelentőségét. Szintén külső elnevezés eredménye a brit hivatalnokok által használt fekete- és vörös-káfir megkülönböztetés, azonban pontosan nehezen meghatározható, hogy ez az elválasztás mi alapján alakult ki és pontosan kire vonatkozott.
A káfirok és muszlimok közötti éles elkülönülést árnyalni látszik a nimcsa néven ismert csoport, akik fél-muszlimnak tekinthetők. A fél-muszlim kifejezés többféleképpen értelmezhető: utalhat nemrég áttért muszlimokra, illetve olyan személyekre is, akik az aktuális politikai helyzetnek megfelelően alkalmazkodtak mind a káfir, mind a muszlim életmódhoz.
A mai nurisztániak elkülönítésének oka a 19. század végén lezajlott iszlamizáció volt. Az iszlám vallás megszilárdulása a mai Nurisztán területén elsősorban az afgán központi politikai akarat kifejeződése, egyben annak elsőszámú eszköze volt. A nurisztániak áttérése körülbelül három évtized alatt zajlott le.

## Nyelv
Káfirisztán területén 20 különböző nyelvet beszéltek.
A nurisztáni nyelvek az indo-európai nyelvcsalád indo-iráni ágán belül külön csoportot alkotnak. A 15 nurisztáni népcsoport 5 nyelvet beszél: vâs'i vari, kâmk'ata mumkṣt'a vari, âṣkuňu viːri, kalaṣa alâ, tregâmi. Ezeket északi és déli nurisztáni csoportokra bonthatjuk.

## Borászat
Káfirisztán földrajzi elszigeteltségének köszönhetően a helyi népcsoportok évszázadokig képesek voltak megőrizni animista és politeista vallási jegyeket.
A káfirisztáni szőlő-/bortermelésről már az ókori görögök is írtak Nagy Sándor indiai hadjárata után, amely során áthaladhatott a Hindukus déli részén, Káfirisztánon. A régió növényzete és szőlőtermesztése összekapcsolódott Dionüszosz szülőhelyével. Timur Lenk és Bábur mogul uralkodó később beszámolt sárgás színű káfirisztáni borokról. Egy 18. századi beszámoló szerint a bort ezüstkupákból fogyasztották, amelyek ivófunkciójuk mellett egyfajta státusszimbólumként is megjelenhettek, azonban George Scott Robertson 19. század végi beszámolója már fából készült edényekről ír. Robertson szerint a bort préselés után kecskebőrben tárolták és érlelték. A borok erőssége változó volt, sokszor vízzel hígítva fogyasztották.
A Lennart Edelberg által vezetett dán kutatócsoport a 20. század közepén értesült egy Indrak’un nevű „borkertről”, amely eredetét Indr istenhez társítják. Edelberg megfigyelései alapján az innen származó bort elosztották a férfiak között társadalmi státuszuknak megfelelően. Egy rituálé keretében a bort egy Indrt ábrázoló szoborra locsolták Káfirisztán bizonyos településein. A borfogyasztás ünnepekhez is kapcsolódhatott, valamint a vörösbor az áldozati állatok vérét is szimbolizálhatta. Területileg változó volt, hogy a bort élvezetből vagy kultikus céllal fogyasztották.
Az indo-iráni eredetű borászat mára csak a Pakisztánban élő kalasoknál maradt meg. Itt településenként eltérő a bort övező rituálé, előfordul, hogy nők és gyerekek is fogyasztanak bort.
A káfirisztáni borászat visszaszorulásában nagy szerepe van az iszlám vallás térnyerésének.